# Ma Mingyu
Ma Mingyu (em chinês simplificado, 马明宇; em chinês tradicional, 馬明宇 e em pinyin, Mǎ Míngyǔ – Chongqing, 4 de fevereiro de 1970) é um ex-futebolista chinês que jogava como meia-atacante.

## Carreira em clubes
Sua carreira é mais ligada ao Sichuan First City, onde iniciou a carreira em 1990 (quando a equipe chamava-se Sichuan Quanting) e pelo qual teve mais duas passagens, entre 1997 e 2000 e de 2001 a 2003 (nesta época, o time havia mudado o nome para Sichuan Guangcheng). Em seu país, defendeu também o Guangdong Hongyuan.

### Primeiro chinês no futebol italiano
Em agosto de 2000, o proprietário do Perugia, Luciano Gaucci, apostou no mercado asiático ao contratar Ma Mingyu, juntamente com o sul-coreano Ahn Jung-hwan, tornando-se o primeiro (e até hoje) único atleta chinês a defender um clube da Itália na história. A passagem do meia-atacante pelos Grifoni foi marcada pelas dificuldades no processo de adaptação ao novo time e também por um boato de que teria levado vários parentes e amigos e os esconderia nas dependências da sede do Perugia e também do estádio Renato Curi, logo desmentidos - ele residia apenas com sua esposa em um pequeno apartamento. Ma ainda levantou suspeitas por sua idade: chegou a ser especulado que ele teria 43 anos, enquanto a assessoria de imprensa do Perugia afirmava que ele teria 28 e a imprensa chinesa apontava que ele tinha 32 anos.
O único jogo de Ma pelo Perugia foi num amistoso de pré-temporada, enquanto em partidas oficiais o mais próximo de ter entrado em campo foi quando foi relacionado contra a Salernitana, pela segunda fase da Copa da Itália. Pela Série A, não foi relacionado nenhuma vez pelo técnico Serse Cosmi, sendo frequentemente visto nas tribunas ou até mesmo deixava o centro de treinamento, alegando falta de entrosamento com os companheiros de equipe. A tentativa de popularizar o Perugia em território chinês foi também malsucedida, pois nenhuma camisa do jogador foi vendida.

## Carreira internacional
Pela Seleção Chinesa, Ma Mingyu estreou em janeiro de 1996, na vitória por 7 a 1 sobre Macau, pelas eliminatórias da Copa da Ásia, tendo feito seu primeiro gol em outra goleada por 7 gols, desta vez sobre as Filipinas. Ele disputou os 4 jogos da seleção no torneio e marcou um gol durante a campanha. Em 1998, conquistou a medalha de bronze nos Jogos Asiáticos, e na edição de 2000, ajudou a China a obter a quarta posição. No mesmo ano, foi nomeado capitão pelo técnico Bora Milutinović.
Ma participou ainda da Copa de 2002, sendo o responsável pela primeira finalização da seleção no torneio, contra o Brasil. Este foi, também, a última das 86 partidas do meia-atacante pela China (empatado com Li Ming e Zhu Bo), tendo marcado 12 gols (o último havia sido feito em maio de 2001, na vitória por 3 a 1 sobre o Camboja).